# Hermann Zvi Guttmann
Pour les articles homonymes, voir Guttmann.
Hermann Zvi Guttmann, né le 13 septembre 1917 à Bielitz (à l'époque partie de l'Autriche-Hongrie, maintenant en voïvodie de Silésie en Pologne), décédé en 1977 à Francfort-sur-le-Main, est un architecte et auteur de technique architecturale allemand.

## Sa vie
Guttmann nait dans une famille juive, religieuse et germanophone. Son père est un homme d'affaires indépendant à Bielitz. Il étudie la philosophie et la littérature allemande à de 1938 jusqu'à l'invasion allemande de la Pologne. Il s'enfuit alors à Lwov (Ukraine) sous administration soviétiques. En août 1941, il doit abandonner les études d'architecture qu'il avait commencées et est envoyé dans un camp de travail en Sibérie avec d'autres membres de sa famille. 
En 1946, en tant que personne déplacée, il va séjourner dans le camp de transit de Pocking. Il peut reprendre ses études d'architecture au semestre d'été 1948, à l'Université technique de Munich. Il termine son examen d'État au semestre d'hiver de 1950-1951 et la fin de 1952, il s'installe à Francfort-sur-le-Main en tant qu'architecte. Il contribue à la création de petites communautés juives en Allemagne, réalisant les plans de six centres communautaires, trois maisons de retraite, deux salles de deuil, un foyer pour enfants, trois salles de prière dans des bâtiments existants, deux monuments et plusieurs mikvés (bains rituels). Il construit également des bâtiments résidentiels et commerciaux. 
Guttmann a également été conseiller municipal bénévole à Francfort et était impliqué dans de nombreuses institutions juives. Il meurt à 59 ans et est enterré à Jérusalem.

## Sa famille
Guttmann épouse la pédiatre Gitta Torenberg en avril 1952, née le 1er janvier 1923 à Piotrków Trybunalski en Pologne. Gitta Guttmann a été membre fondateur de la WIZO de Francfort et sa présidente ou membre du conseil d'administration de 1958 à 1998. Elle a été vice-présidente de la WIZO Allemagne de 1960 à 1991.

## Son œuvre (liste partielle)

### Ses constructions
- 1953–1958: Nouvelle synagogue de Düsseldorf
- 1956: Nouvelle synagogue de la communauté juive d'Offenbach-sur-le-Main. Le bâtiment, bien que classé monument historique, est transformé en 1997 par le président de la communauté, l'architecte Alfred Jacoby[4].
- 1960: Oratoire dans le cimetière juif de Bothfeld à Hanovre[5].
- 1963: Nouvelle synagogue de la communauté juive de Hanovre[5] dans la  Haeckelstraße.
- 1967–1969: Synagogue d'Osnabrück.

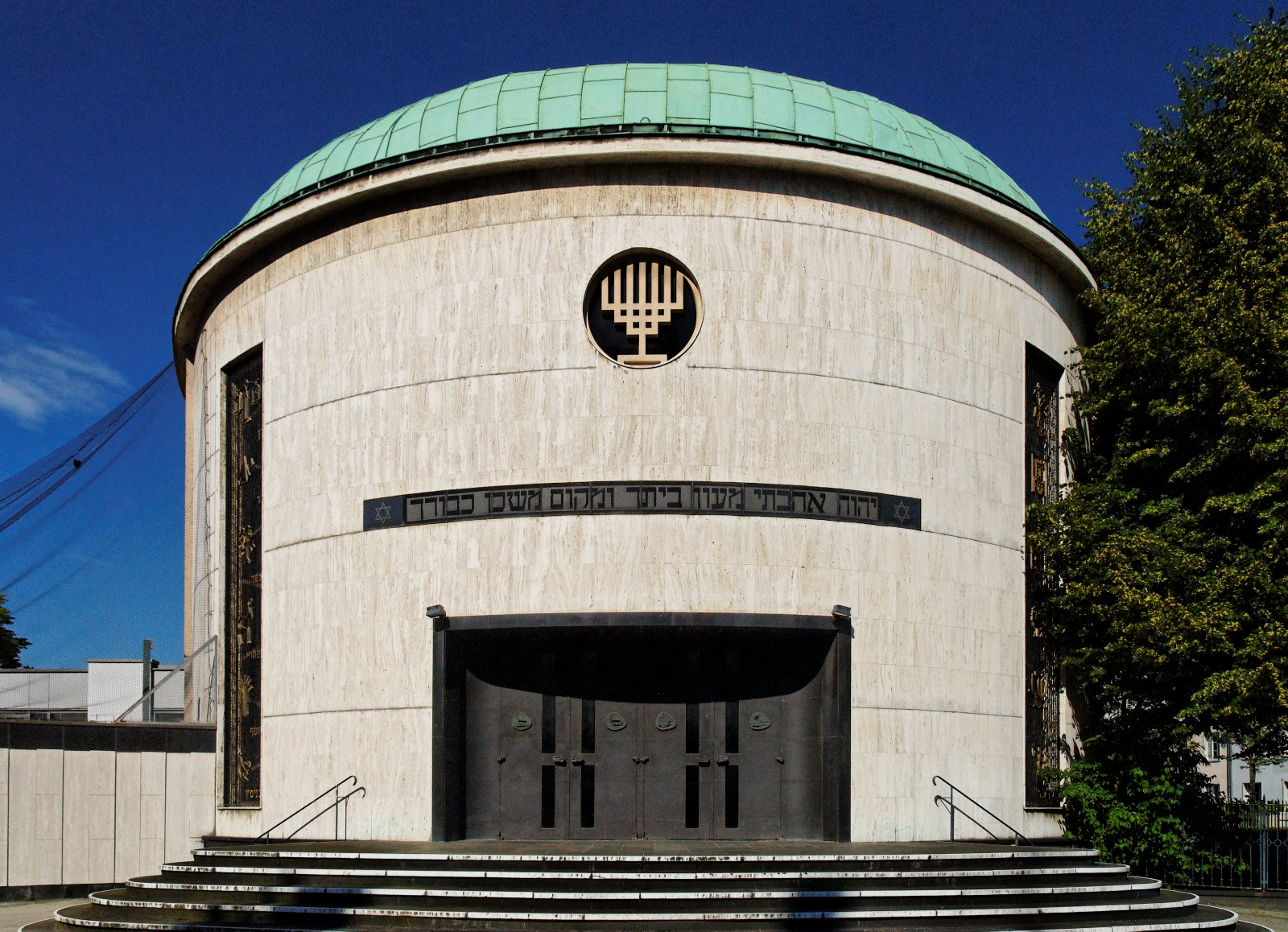
Nouvelle synagogue de Dusseldorf
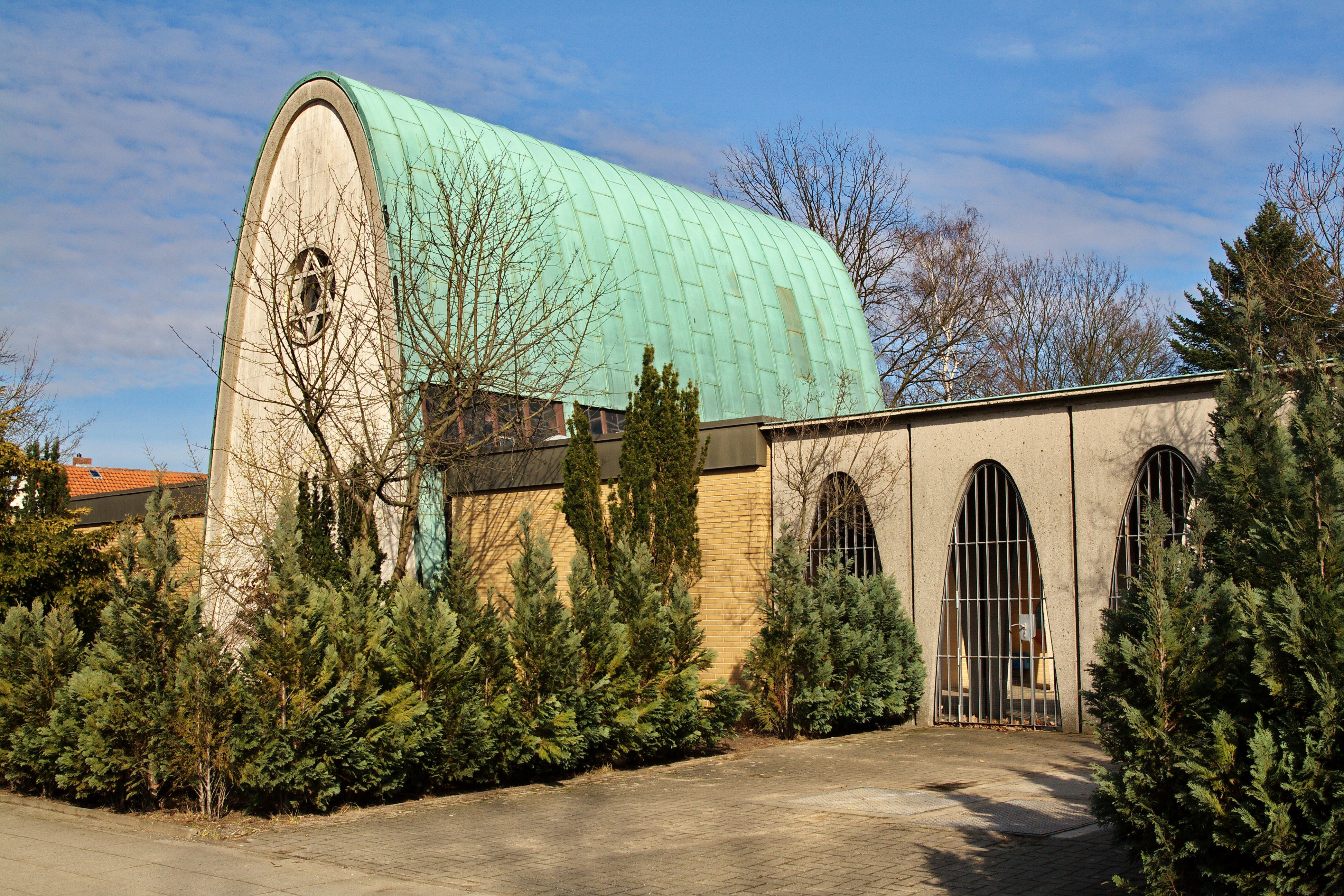
Oratoire du cimetière juif de Hanovre-Bothfeld
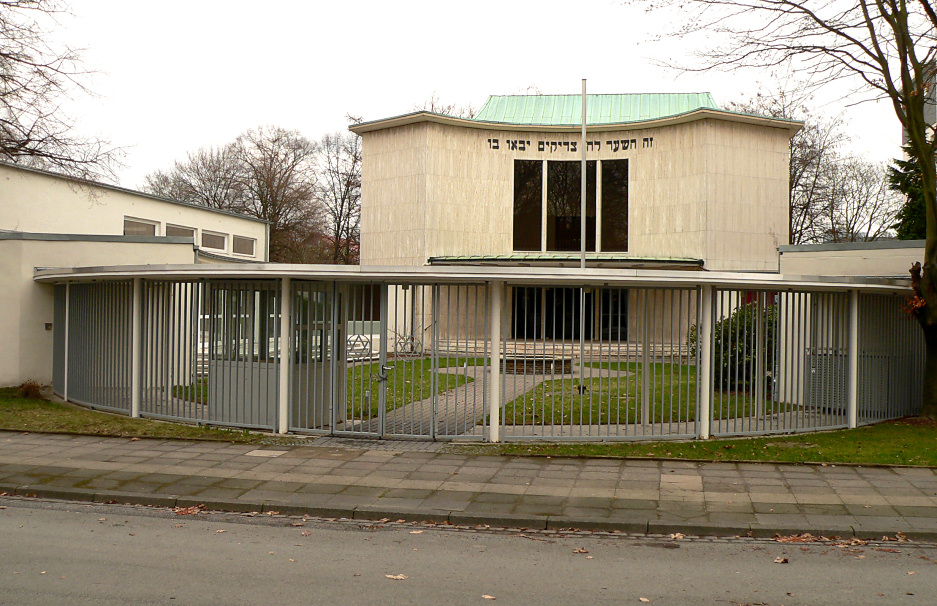
Synagogue dans la Haeckelstrasse à Hanovre
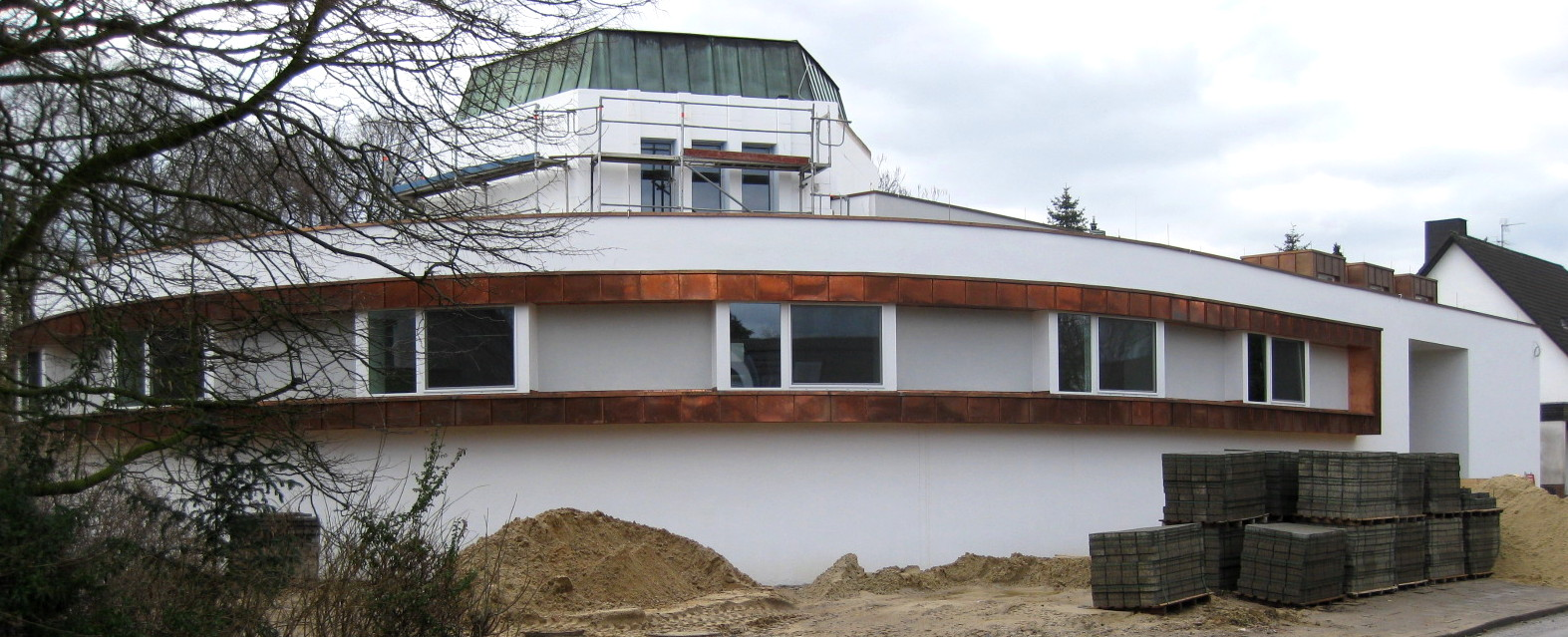
Synagogue d'Osnabruck lors de son aggrandizement par Alfred Jacoby

### Ses écrits
- Vom Tempel zum Gemeindezentrum / Synagogen im Nachkriegsdeutschland[6] (Du temple au centre communautaire/ les synagogues dans l'Allemagne d'après-guerre).